# هلن مورگن
هلن مورگن (انگلیسی: Helen Morgan؛ ‏۲ اوت ۱۹۰۰ – ۹ اکتبر ۱۹۴۱) بازیگر، نوازنده و خواننده اهل ایالات متحده آمریکا بود.
از فیلم‌های او می‌توان به قایق نمایش اشاره کرد.